# سارة أوزبورن (محاكمات السحر في سالم)
Sarah Osborne سارة أوزبورن (قبل الزواج وارن، سابقا برنس، من مواليد كاليفورنيا 1643 - توفيت 10 مايو 1692) كانت واحدة من أوائل النساء المتهمات بالسحر في محاكمات السحر في سالم 1692.

## النشأة والزواج الأول
ولدت سارة وارن وتزوجت من رجل بارز روبرت برنس. وكان شقيق لامرأة تزوجت من أسرة بوتنام البارزة.
انتقلت مع زوجها إلى قرية سالم في عام 1662، حيث كان للزوجان ابنان وابنة: يوسف، ويعقوب، واليزابيث. توفي روبرت برنس في 1674.

## الإتهام
أصبحت سارة إحدى أوائل الأشخاص المتهمين بالسحر في بداية عام 1692، عندما أصيبت إليزابيث باريس وأبيغيل وليامز بمرض غير معروف. أتهمت كلا الفتيات سارة أوزبورن، جنبا إلى جنب مع تيتيوبا وسارة غود، قد ألما بهن. اتهمت اليزابيث (بيتي) هوبارد أيضا سارة أوزبورن بالتعصف بها، واصفة إياها بأنها كانت تقرصها وتوخزها بإبرة الحياكة.
واعتبرت كلا من النساء الثلاث منبوذات اجتماعيا، ولو كانت لأسباب مختلفة. وكانت سارة أوزبورن لم تحضر للكنيسة في ما يقرب من ثلاث سنوات بسبب صراع طويل مع المرض، وكان التعامل مع المسائل القانونية مع أسرة بوتنام لا يزال قائماً.
من المرجح ان الاتهامات ضد سارة أوزبورن كان ناتجاً من الاقتراحات قوية من عائلة بوتنام. تم إصدار مذكرة اعتقال ضد سارة أوزبورن في 1 مارس 1692. ووضعت في سجن بوسطن طول مدة الفحوصات والمحاكمة. توفيت في السجن في 10 مايو 1692، يعتقد أنها كانت في الـ 49 سنة من العمر.

## الإعلام
- ذكرت سارة أوزبورن في النسخة الأصلية من مسرحية آرثر ميلر في البوتقة ولكنها لم تظهر كشخصية. أضافها ميلر (جنبا إلى جنب مع الشخصيات الأخرى) إلى مشهد قاعة المحكمة عندما كتب سيناريو فيلم التكيف adaptation 1996. في الدراما، اسمها يلفظ "Osburn". وكانت تصور على أنها ذات طابع مثير للشفقة جدا أدته الممثلة روث مالتشيك، وهي شحاذة فقيرة ومختلة ولكنها على علم أيضا بأنها في خطر محدق. كما لا يشير أي دليل على أن سارة أوزبورن كانت مريضا نفسيا، قد يكون تصويرها في الفيلم طابع مركب من  كل من سارة أوزبورن وسارة غوود، وهذه الأخيرة كانت معروفة بالتمتمة وتصر على قراءة الوصايا العشر، وهذا كان طابع سارة أوزبورن في الفيلم.
- وذكرت «غوودي أوزبورن» في الحلقة 5 من الموسم الثالث دم حقيقي True Blood.

## وصلات
- Meghan Carroll. Sarah Osborne profile, iath.virginia.edu (2001); accessed September 7, 2015.